# Shokindra Tomar
Shokindra Tomar (ur. 30 grudnia 1980) – indyjski zapaśnik walczący w stylu wolnym. Czwarty na igrzyskach azjatyckich w 2002. Piąty na mistrzostwach Azji w 2001. Srebrny medalista igrzysk wspólnoty narodów w 2002. Mistrz Wspólnoty Narodów w 2003 i drugi w 2005 roku.